# Sildakorvalamm
Sildakorvalamm är en sjö i Ljusdals kommun i Hälsingland och ingår i Dalälvens huvudavrinningsområde.